# Equitazione ai XVIII Giochi del Mediterraneo
Le competizioni di equitazione ai XVIII Giochi del Mediterraneo si sono svolte il 27 e il 29 giugno 2018 presso il Real Club de Polo di Barcellona, in Spagna.
Sono state assegnate le medaglie nella specialità del salto a ostacoli individuale e a squadre, con due competizioni miste aperte alla partecipazione sia di uomini sia di donne.

## Calendario
Il calendario delle gare è stato il seguente:
| ● | Finali |

| Giugno/Luglio |    |    |    |    |    |    |    |    |    |
| 22            | 23 | 24 | 25 | 26 | 27 | 28 | 29 | 30 | 1º |
|               |    |    |    |    | 1  |    | 1  |    |    |

## Risultati
| Evento         | Oro                                                                                  | Argento                                                                            | Bronzo                                                                      |
| Salto ostacoli |                                                                                      |                                                                                    |                                                                             |
| Individuale    | Félicie Bertrand                                                                     | Alexandra Paillot                                                                  | Abdel Saïd                                                                  |
| A squadre      | Portogallo Rodrigo Almeida António Matos Almeida Luís Sabino Gonçalves Duarte Seabra | Francia Félicie Bertrand Alexandra Paillot Pierre-Alain Mortier Titouan Schumacher | Italia Giampiero Garofalo Francesca Arioldi Filippo Bologni Matteo Leonardi |

## Medagliere
| Posizione | Paese      | Oro | Argento | Bronzo | Totale |
| --------- | ---------- | --- | ------- | ------ | ------ |
| 1         | Francia    | 1   | 2       | 0      | 3      |
| 2         | Portogallo | 1   | 0       | 0      | 1      |
| 3         | Egitto     | 0   | 0       | 1      | 1      |
| 3         | Italia     | 0   | 0       | 1      | 1      |
| Totale    | Totale     | 2   | 2       | 2      | 6      |